# شريفلو (ملكان)
شريفلو هي قرية في مقاطعة ملكان، إيران. عدد سكان هذه القرية هو 963 في سنة 2006.